# Mohamed Sissoko
Mohamed Lamine Sissoko Gillan (Mont-Saint-Aignan, Francuska, 22. siječnja 1985.) bivši je francusko-malijski nogometaš i reprezentativac Malija.
Sissoko je čvrst obrambeni vezni igrač, a često ga zbog stila igranja i konstitucije uspoređuju s Patrickom Vieirom.

## Vanjske poveznice
- Profil na liverpoolfc.tv
- Profil na BBC Sport  Arhivirana inačica izvorne stranice od 15. listopada 2007. (Wayback Machine)
- LFChistory.net Igračev profil